# Antonio Campillo Párraga

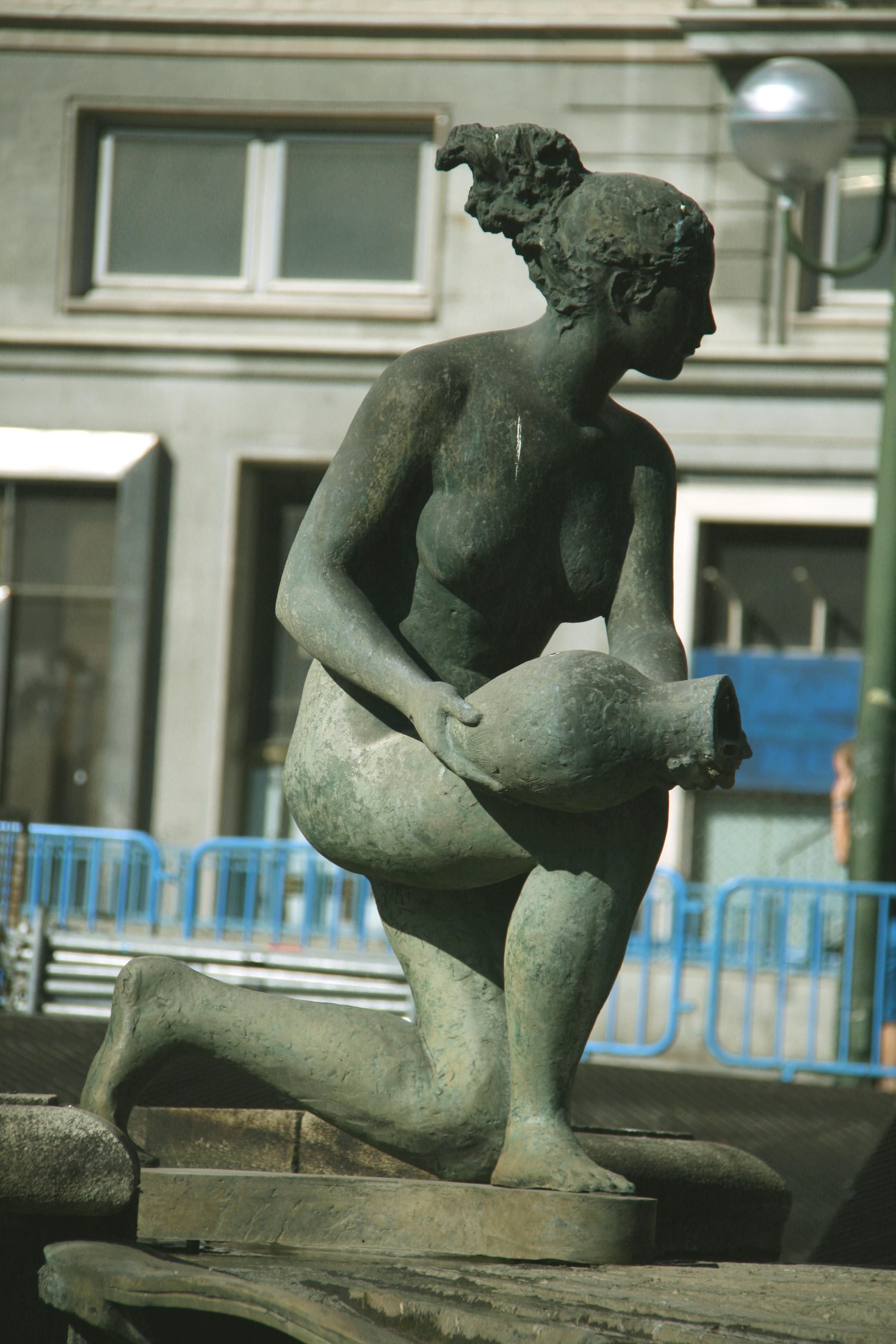
Escultura en la Plaza de España, Madrid (1974).

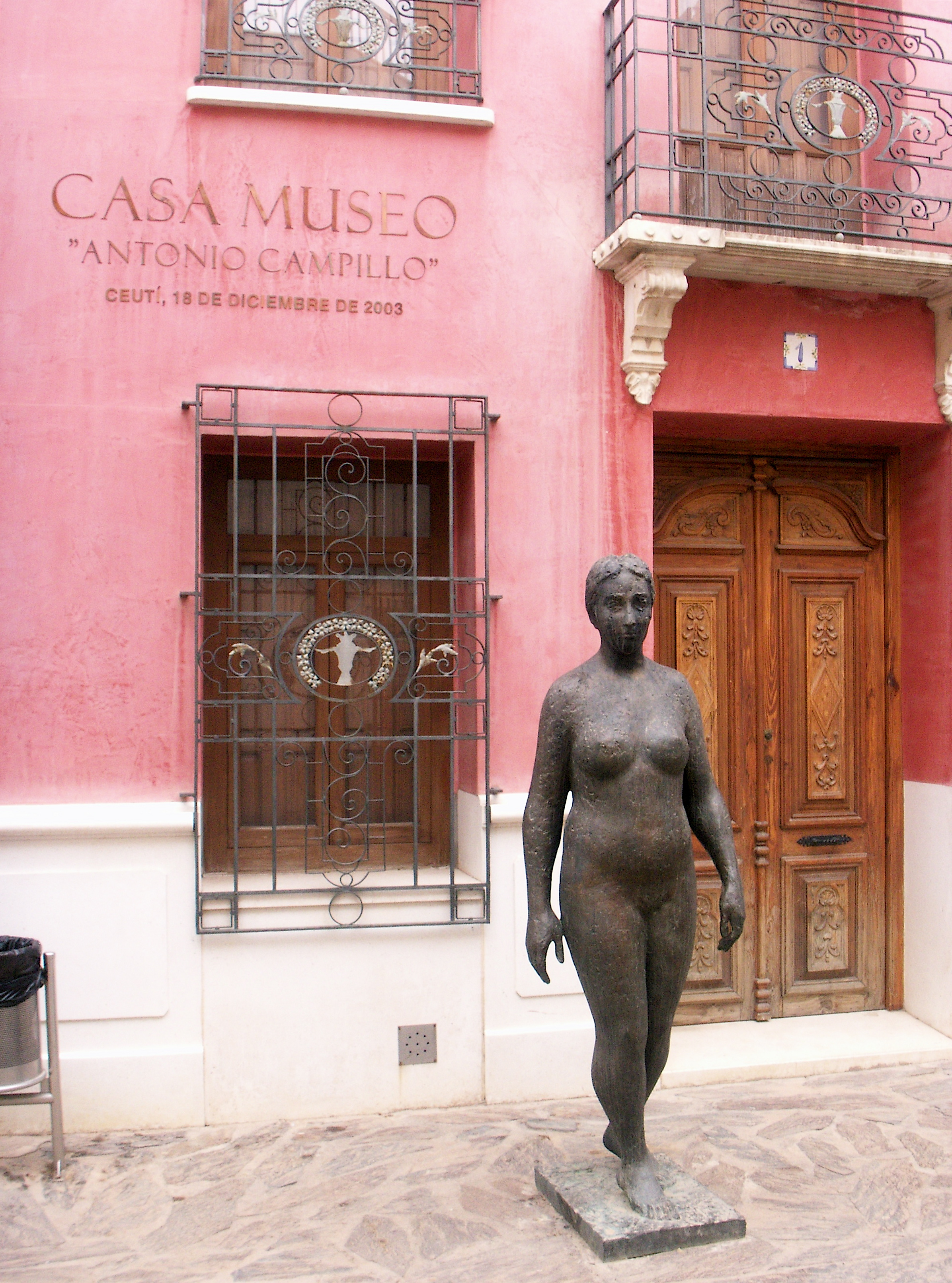
Escultura Pisando fuerte a la entrada de la Casa Museo.

Antonio Campillo Párraga (29 de junio de 1926-16 de mayo de 2009) fue un escultor español nacido en la Región de Murcia.

## Biografía
Nació el 29 de junio de 1926 en el Camino del Badel en la Era Alta, pedanía de Murcia, pronto mostró interés por el arte por lo que asistió a clases en Escuela de Bellas Artes de la Económica y poco después entró como aprendiz en el taller de Juan González Moreno. En 1943 se matriculó en la 
escuela de artes y oficios de Murcia y en 1946 se fue a estudiar a la Escuela de Bellas Artes de San Fernando en Madrid con una beca de la Diputación provincial.
En 1953 obtuvo el premio Francisco Salzillo por una obra titulada Virgen de la Salud y en 1969 volvió a ganarlo con la obra titulada Venus en bicicleta que se puede contemplar en las inmediaciones del Palacio del Almudí en Murcia.
Desde 1966 hasta 1971 estuvo impartiendo clase como catedrático de 
modelado en la Escuela de Artes Aplicadas y Oficios Artísticos de 
Córdoba y desde 1977 hasta su jubilación lo hizo en la escuela de Madrid. Desde el año 2000 fue académico de la Real Academia de Bellas Artes Santa María de la Arrixaca de Murcia, donde era miembro fundador.
Su obra ha estado relacionada con el ejercicio de su profesión por lo que existen nummerosos retratos  y  obras religiosas que realizó a mitad del siglo XX,  al existir demanda de las mismas  y posteriormente fue desarrollando un trabajo más laico en el que cultivó el 
desnudo con un estilo muy personal. Por ello muchas de sus obras corresponden a encargo particulares o de instituciones. Entre ellas se pueden destacar las esculturas que hizo para una fuente de la Plaza de España de Madrid o la Santísima Virgen de la Soledad para la cofradía de Los Coloraos.   
Realizó numerosas exposiciones entre las que se podrían destacar la titulada Ocho escultores diferentes que realizó de modo colectivo en Madrid en 1979, su participación en la Exposición Universal de Sevilla (1992) y la realizada en el 2000 con el título de Murcia, 1956-1972: una ciudad hacia el desarrollo.
Al final de su vida recibió numerosos reconocimientos siendo nombrado hijo adoptivo de la ciudad de Ceutí que le dedicó el Museo Antonio Campillo, hijo predilecto de la ciudad de Murcia, doctor honoris causa por la Universidad de Murcia y recibió la medalla de oro de la Región de Murcia.
En enero de 2009 se realizó una exposición antológica que incluía gran parte de su trabajo y se hizo en cuatro sedes: en el palacio del Almudí se expuso su obra profana, en la iglesia de San Juan de Dios sus esculturas religiosas, en la sala El Martillo se pudieron contemplar 40 
tallas de pequeño formato como retratos y diversos dibujos y al aire libre en la Glorieta de España varias de sus obras. 
Antonio Campillo,  quería que su obra la disfrutará todo el mundo y Juan Pérez Ferra (Legatario y Titular de la Propiedad Intelectual), conocedor de ello,  promueve con el ayuntamiento de Murcia la realización un parque escultórico con su obra, que se inaugura en el año 2010 y se amplia a dos fases posteriores.

## Obra
Gran parte de su obra, 68 esculturas y 40 dibujos, se encuentra en el Museo Antonio Campillo de Ceutí y en Murcia pero también en diferentes espacios en España y en el extranjero.
Algunas de sus obras son:
- Retrato de un párroco de Campo de Criptana en Ciudad Real.
- Dios Mercurio en la plaza de San Bartolomé de Murcia.
- Monumento a la madre en Jarandilla de la Vera en Cáceres.
- Busto en bronce de Rubén Darío en la plaza de la Cruz Roja de Murcia (1980).
- Dos figuras en la Fuente del nacimiento del agua en la plaza de España de Madrid (1974).
- La ciclista en el Museo al aire libre de Ceutí.
- Monumento al Nazareno en la glorieta de España de Murcia (1998)
- Venus en bicicleta en Plano de San Francisco de Murcia (2009)

En un formato más reducido se encuentran:
- Hijos del pintor Carpe
- Busto de Leonor de Ruiz Seiquer
- Busto de la hija de Miguel López Guzmán.

Sus obras religiosas son en madera policromada y algunas de ellas son:
- Santísima Virgen de la Soledad para la cofradía de los Coloraos de Murcia (1985).
- Verónica y Jesús Nazareno para la Ermita de Pedriñanes.
- Inmaculada en el colegio de los Capuchinos de Murcia.